# Mötesfri väg

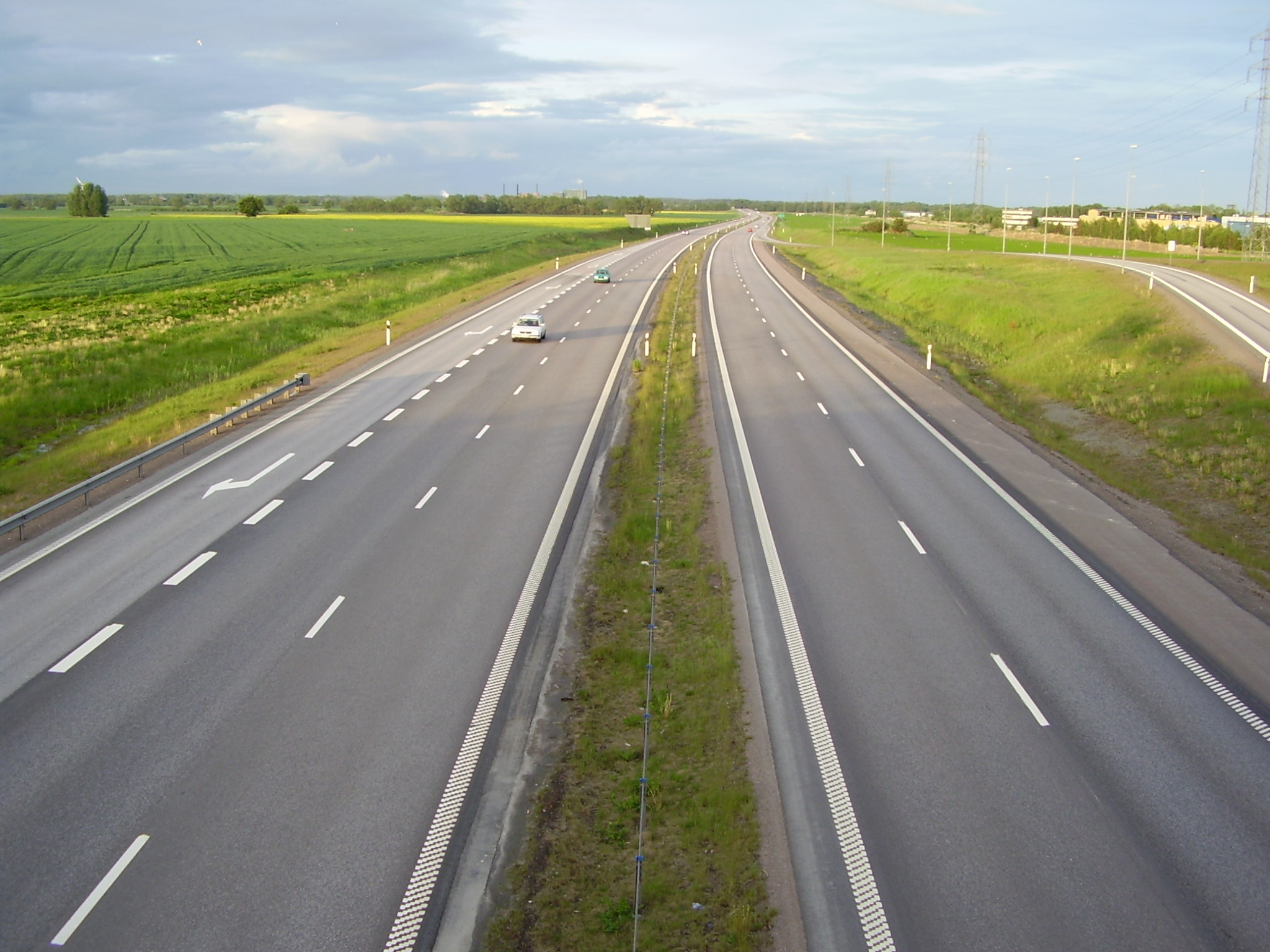
En motorväg är ett exempel på en mötesfri väg

Mötesfri väg innebär att det är en väg med trafik i båda färdriktningarna men att trafiken inte möter varandra. Det finns alltid en form av mittremsa som delar upp trafiken. Exempel på mötesfria vägar är bland annat motorvägar men också de vägar som går under benämningen 2+1-vägar. De finns också många gånger i tätorter. Det är då många gånger större och bredare gator som har en mittremsa så att det blir en mötesfri väg. 
Mötesfria vägar har fördelen att de är säkrare då risken för frontalkrockar blir nästan obefintlig. En nackdel är att vägarna blir mer monotona och därför kan risken till exempel att somna bakom ratten bli större. En annan nackdel är att boende intill mötesfria vägar, ofta lantbrukare, får längre körsträckor då de inte längre utan vidare kan korsa vägen utan först måste köra till nästa korsning.